# Tesfaye Bramble
Tesfaye Bramble (ur. 20 lipca 1980 w Ipswich) – montserracki piłkarz angielskiego pochodzenia występujący na pozycji napastnika, reprezentant kraju, przestępca.

## Życiorys
Brat Titusa. Seniorską karierę rozpoczął w 1997 roku w Chelmsford City, a dwa lata później przeszedł do Cambridge City. W styczniu 2001 roku został piłkarzem Southend United, najpierw przechodząc do klubu na zasadzie wypożyczenia, a następnie podpisując osiemnastomiesięczny kontrakt. Bramble zdobył dla Southend łącznie 30 ligowych goli. W marcu 2004 roku wystąpił w przegranym przez Southend finale Football League Trophy, a w listopadzie wystąpił w meczu reprezentacji Montserratu, przegranym 4:5 z Antiguą i Barbudą w ramach eliminacji do Pucharu Karaibów. Z powodu utraty miejsca w podstawowym składzie, w marcu 2005 roku Bramble został na dwa miesiące wypożyczony do Cambridge United, a w czerwcu zwolniony z klubu. Następnie podpisał dwuletni kontrakt ze Stockport County. Ogółem dla tego klubu zdobył dwanaście goli. W 2007 roku przeszedł do Stevenage Borough. W listopadzie doznał kontuzji kolana, która wykluczyła go z gry na dwa miesiące. W sezonie 2007/2008 wystąpił w jedenastu meczach Conference, zdobywając jednego gola. Następnie był piłkarzem występujących w Eastern Counties Premier (dziewiąty poziom rozgrywek) Leiston F.C. i Felixstowe & Walton United.
W 2011 roku został oskarżony o to, że w listopadzie 2010 roku zgwałcił dziewiętnastoletnią kobietę w hotelu w Newcastle upon Tyne. Piłkarz nie przyznał się do winy, jednak po trwającym cztery dni procesie Sąd Koronny w Leeds skazał Bramble'a na cztery i pół roku pozbawienia wolności. Bramble został zwolniony z więzienia po dwóch i pół roku. Następnie został zawodnikiem Hadleigh United. Barwy tego klubu reprezentował do końca 2014 roku, po czym przeszedł do Ipswich Wanderers. W 2015 roku zakończył karierę.

## Statystyki ligowe
| Sezon         | Klub                            | Liga                            | Mecze | Gole |
| ------------- | ------------------------------- | ------------------------------- | ----- | ---- |
| 1999/2000     | Cambridge City F.C.             | Southern Premier League         | 18    | 3    |
| 2000/2001     | Southend United F.C.            | Third Division                  | 16    | 6    |
| 2001/2002     | Southend United F.C.            | Third Division                  | 35    | 9    |
| 2002/2003     | Southend United F.C.            | Third Division                  | 34    | 9    |
| 2003/2004     | Southend United F.C.            | Third Division                  | 34    | 5    |
| 2004/2005     | Southend United F.C.            | Third Division                  | 20    | 1    |
| 2004/2005 (w) | Cambridge United F.C.           | Third Division                  | 9     | 3    |
| 2005/2006     | Stockport County F.C.           | Third Division                  | 37    | 5    |
| 2006/2007     | Stockport County F.C.           | Third Division                  | 31    | 6    |
| 2007/2008     | Stevenage Borough F.C.          | Conference                      | 11    | 1    |
| 2008/2009     | Leiston F.C.                    | Eastern Counties Premier League | 7     | 5    |
| 2009/2010     | Felixstowe & Walton United F.C. | Eastern Counties Premier League | 6     | 0    |